# Seashore (ソフトウェア)
Seashoreは、macOS用のフリーのオープンソース画像エディターである。GIMPをベースとしているが、よりシンプルなCocoaユーザーインターフェイスを備えている。Seashoreは主にGIMPのネイティブファイル形式であるXCFを使用し、他のいくつかのグラフィックファイル形式をサポートしている。これにはTIFF、PNG、JPEG、JPEG 2000、HEICのフルサポート、BMP、PDF、SVG、GIFの読み取り専用でのサポートが含まれる 。SeashoreはGIMPよりも機能が少ないが、使いやすさの実現、macOSでのネイティブ動作を目的としている。レイヤーとアルファチャンネルのサポート、グラデーションと透明効果、アンチエイリアスブラシ、タブレットのサポート、プラグインフィルターをサポートする。
数年間メンテナンスされていなかったが、2017年にRobert Engelsによって開発が再開され、新しいバージョンのmacOSで実行できるようになった 。Seashoreバージョン2.5.10は2020年12月にリリースされ、安定版とされている。
最新のリリースは、App Storeから配布されている。

## 特徴
Seashoreには、グラフィック編集ソフトウェアに見られる基本機能の多くがある。
- XCFファイル形式の完全サポート
- TIFF、PNG、GIF、JPEG、JPEG 2000 、およびHEICファイル形式の読み取りと書き込み
- BMP、PDF、SVG、PICT、およびXBMファイル形式の読み取り
- レイヤーとレイヤーマージ効果
- レイヤーチャンネル（英語版）の個別編集
- グラデーションの透明効果と透明度
- 任意の選択領域（なげなわツール（英語版）を使用）
- アンチエイリアスペイントブラシ
- 6つのグラデーション効果
- グラフィックタブレットのサポート
- プラグインによるフィルター効果
- Core Imageのサポート